# Energie-eenheid
Energie wordt gedefinieerd via arbeid, dus de SI- eenheid van energie is dezelfde als de eenheid van arbeid – de joule (J), genoemd ter dank van James Prescott Joule en zijn experimenten met het mechanische equivalent van warmte. In iets meer fundamentele bewoordingen, 1 joule is hetzelfde als 1 newtonmeter en, in termen van SI-basiseenheden
{\displaystyle 1\ \mathrm {J} =1\ \mathrm {kg} \left({\frac {\mathrm {m} }{\mathrm {s} }}\right)^{2}=1\ {\frac {\mathrm {kg} \cdot \mathrm {m} ^{2}}{\mathrm {s} ^{2}}}}
Een energie-eenheid die wordt gebruikt in de atoomfysica, deeltjesfysica en hoge-energiefysica is de elektronvolt (eV). Een eV is gelijk aan 1,602176 634 × 10−19 J.
Bij spectroscopie is de eenheid cm−1 ≈ 0,000123 9842 eV die wordt gebruikt om energie te laten zien, aangezien energie omgekeerd evenredig is met de golflengte van de vergelijking {\displaystyle E=h\nu =hc/\lambda }
In discussies over energieproductie en -verbruik worden vaak de eenheden vat olie-equivalent en ton olie-equivalent gebruikt.

## Britse imperiale / in de VS gebruikelijke eenheden
De Britse imperiale eenheden en de in de VS gebruikelijke eenheden voor energie als arbeid omvatten de foot-pound force (1,3558 J), de Britse thermische eenheid (BTU) die verschillende waarden heeft in de buurt van 1055 J, het pk-uur (2,6845 MJ), en het benzine-gallon-equivalent (ongeveer 120 MJ).

## Elektriciteit
Een meeteenheid van elektrische energie, met name voor energierekeningen, is de kilowattuur (kWh); één kilowattuur is gelijk aan 3,6 megajoule. Elektriciteitsverbruik wordt vaak gegeven in eenheden van kilowattuur per jaar of een andere tijdsperiode. Dit is eigenlijk een meting van het gemiddelde stroomverbruik, dat wil zeggen de gemiddelde snelheid waarmee energie wordt overgedragen. Een kilowattuur per jaar is ongeveer 0,11 watt.

## Aardgas
Bij verkoop van aardgas wordt vaak afgerekend in eenheden van energie-inhoud of in volume. Gebruikelijke eenheden voor afrekenen op basis van energie-inhoud zijn joules of therms. Een therm is gelijk aan ongeveer 1,055 megajoule. Gebruikelijke eenheden voor afrekenen per volume zijn kubieke meter of kubieke voet. Aardgas wordt in de VS afgerekend in therms of 100 kubieke voet (100 ft3 = 1 Ccf). In Australië wordt aardgas afgerekend in kubieke meters. Een kubieke meter bevat ongeveer 38 megajoule. In het grootste deel van de wereld wordt aardgas afgerekend in gigajoules.

## Voedselindustrie
De calorie wordt gedefinieerd als de hoeveelheid thermische energie die nodig is om de temperatuur van één gram water met 1 te verhogen graden Celsius, vanaf een temperatuur van 14,5 °C, bij een druk van 1 atm. Voor thermochemie wordt een calorie van 4,184 J gebruikt, maar er zijn ook andere calorieën gedefinieerd, zoals de International Steam Table-calorie van 4,1868 J. In veel regio's wordt voedselenergie gemeten in calorieën of kilocalorieën die gelijk zijn aan 1000 calorieën, soms met een hoofdletter geschreven als Calorieën. In de Europese Unie is energie-etikettering van voedsel in joule verplicht, vaak met calorieën als aanvullende informatie.
In de natuurkunde en scheikunde is het gebruikelijk om energie op atomaire schaal te meten in de niet-SI, maar handige, eenheden elektrovolt (eV). 1 eV komt overeen met de kinetische energie die een elektron verkrijgt bij het passeren van een potentiaalverschil van 1 volt in een vacuüm. Het is gebruikelijk om de SI-magnitudevoorvoegsels (bijv. milli-, mega- enz.) te gebruiken met elektrovolts. Vanwege de relativistische gelijkwaardigheid tussen massa en energie wordt de eV soms ook gebruikt als massa-eenheid. De hartree (de atomaire eenheid van energie) wordt vaak gebruikt in berekeningen.  Historisch gezien zijn er rydberg-eenheden gebruikt.
In spectroscopie en aanverwante gebieden is het gebruikelijk om energieniveaus te meten in eenheden van reciproke centimeters. Deze eenheden (cm−1) zijn strikt genomen geen energie-eenheden maar eenheden die evenredig zijn met energieën, met {\displaystyle \ hc\sim 2\cdot 10^{-23}\ \mathrm {J} \ \mathrm {cm} } zijnde de evenredigheidsconstante.
Een gram TNT geeft bij explosie 4.100 to 4.600 joule vrij. Om de ton TNT te benoemen, werd dit gestandaardiseerd naar 1 kilocalorie (4.184 joules) wat een waarde geeft van 4,184 gigajoules (1 miljard calorieën) voor de ton TNT.